# 勒谢
勒谢（法語：Le Chay，法語發音：[lə ʃɛ]）是法国滨海夏朗德省的一个市镇，位于该省西南部，属于桑特区。

## 地理
勒谢（45°38'29"N, 0°53'50"W）面积12.01 平方千米，位于法国新阿基坦大区滨海夏朗德省，该省份为法国西部滨海省份，北起旺代省，西临大西洋，南至吉倫特省，东南接多爾多涅省，东北接德塞夫勒省接壤，东临夏朗德省。
与勒谢接壤的市镇（或旧市镇、城区）包括：科尔姆埃克吕斯、梅迪、圣罗曼德伯内、索容、塞米萨克。

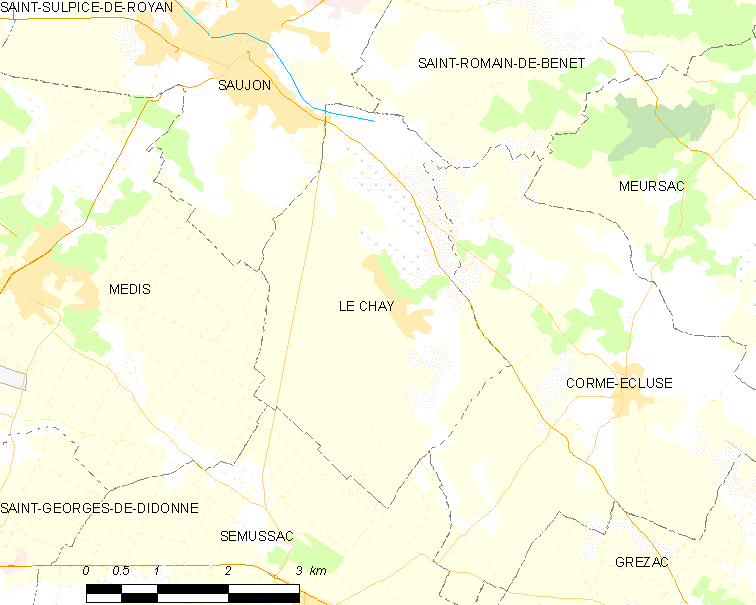
勒谢的OSM定位图

勒谢的时区为UTC+01:00、UTC+02:00（夏令时）。

## 行政
勒谢的邮政编码为17600，INSEE市镇编码为17097。

## 政治
勒谢所属的省级选区为索容县。

## 人口

1962-2008年间勒谢人口变化图示

勒谢于2022年1月1日时的人口数量为836人。